# Miłość Adeli H.
Miłość Adeli H. (fr. L'histoire d'Adèle H.) − francuski film biograficzny z 1975 roku w reżyserii François Truffauta, zrealizowany na podstawie pamiętników Adèle Hugo. Zdjęcia kręcono w Senegalu oraz na Wyspach Normandzkich (Guernsey).

## Fabuła
Halifax, rok 1863. Adele - najmłodsza córka Victora Hugo - pragnie odzyskać miłość porucznika Alberta Pinsona. Przyjeżdża za nim do Nowej Szkocji, gdzie został przeniesiony jego pułk. Pod przybranym nazwiskiem (panna Lewry) zatrzymuje się w pensjonacie. Pinson jednak nie jest nią zainteresowany. Mimo tego Adele nie poddaje się i próbuje walczyć o jego względy. Stan psychiczny kobiety na skutek stałego napięcia nerwowego, ulega gwałtownemu pogorszeniu i prowadzi ją do obłędu. Jest zdesperowana. Nie chcąc, aby porucznik opuścił ją, stosuje poniżenia, niebezpieczeństwa, szantaże, intrygi, prośby, groźby i kłamstwa. Jednak gdy tylko Pinson dowiaduje się o szaleńczej miłości panny Lewry, unika ją niczym ognia.

## Obsada
- Isabelle Adjani - Adèle Hugo/Adèle Lewry
- Bruce Robinson - Porucznik Albert Pinson
- Sylvia Marriott - Pani Saunders
- Cecil De Sausmarez - Pan Lenoir
- Ruben Dorey - Pan Saunders
- Sylvia Marriott - Pani Saunders
- Clive Gillingham - Keaton
- Roger Martin - Doktor Murdock
- Madame Louise - Madame Baa
- Joseph Blatchley - Bookseller
- Ivry Gitlis - Hypnotist

i inni

## Nagrody i nominacje (wybrane)
Oscary za rok 1975
- Najlepsza aktorka - Isabelle Adjani (nominacja)

Cezary 1976
- Najlepsza aktorka - Isabelle Adjani (nominacja)
- Najlepsza reżyseria - François Truffaut (nominacja)
- Najlepsza scenografia - Jean-Pierre Kohut-Svelko (nominacja)